# Thou Art in Heaven
Thou Art in Heaven – singel Mike’a Oldfielda wydany w 2002 roku, promujący album Tres Lunas. Jest to drugi singel z tego albumu. 
Thou Art in Heaven jest skróconą wersją 13-minutowego Art in Heaven, zagranego na żywo w Berlinie w noc sylwestrową 1999 roku, zarejestrowanego na DVD The Art In Heaven Concert. Nie zawiera on części opartej na Odzie do radości Ludwiga van Beethovena.

## Spis utworów
1. „Thou Art in Heaven” (Radio edit)
2. „Thou Art in Heaven” (Pumpin' Dolls Vs. Mighty Mike Club Mix) (Radio Edit)
3. „Thou Art in Heaven” (Soultronik-Stethoscope) (Radio Edit)
4. „Thou Art in Heaven” (Pumpin' Dolls Vs. Mighty Mike Club Mix)
5. „Thou Art in Heaven” (Soultronik-Stethoscope)